# Jussi-Pekka Niemistö
Jussi-Pekka Niemistö (ur. 20 marca 1990) – fiński zapaśnik walczący w stylu klasycznym. Zajął dwudzieste miejsce na mistrzostwach świata w 2014. Piętnasty na mistrzostwach Europy w 2016. Zdobył dwa medale na mistrzostwach nordyckich w latach 2012 – 2014.
Wicemistrz wojskowych MŚ w 2010. Ósmy w Pucharze Świata 2014 roku.